# Siro López
Siro López Fernández  (Sarria, Lugo, 20 de marzo de 1956) es un periodista deportivo español.
Especializado en baloncesto y fútbol, trabaja en distintos medios de comunicación nacionales como contertulio habitual. Es colaborador en Colgados del aro, la cadena COPE, en el diario Sport, en el programa Estudio estadio de Teledeporte y en El golazo de Gol de Gol TV. Es narrador de los partidos del Real Madrid Baloncesto en Real Madrid TV y colaborador del programa Colgados del aro, del canal de YouTube Experience Endesa, que presentan Juanma López Iturriaga y Pablo Lolaso.
Desde 2020 transmite contenido en tiempo real a través de la plataforma Twitch, dónde se ha convertido en uno de los más vistos sobre deporte de España. Ha participado en diversos eventos como el Pádel de las Estrellas y los Premios Esland.

## Trayectoria
Desde los diez años vivió con su familia en Barcelona, donde estudió y se graduó de periodismo en la Facultad de Ciencias de Información de Bellaterra de la Universidad Autónoma de Barcelona.

### Televisión
Entre 2000 y 2010, fue el director de deportes de Telemadrid, siendo a su vez desde 2004, presentador de la sección de deportes de los Telenoticias del canal autonómico. Anteriormente, ocupó diferentes cargos en diversos medios e instituciones, como jefe de prensa del Real Club Deportivo de La Coruña, redactor y narrador de baloncesto en el equipo de José María García en Antena 3 Radio, jefe de deportes para La Coruña y Santiago de Onda Cero y posteriormente redactor-jefe de Don Balón y director de la web 'Defensacentral.com'.
Fue uno de los tertulianos fundadores de Punto pelota, junto a Tomás Roncero o José Damián González, que permanecieron desde su inicio el 15 de septiembre de 2008, hasta su extinción el 4 de diciembre de 2013. A partir del 6 de enero de 2014, comenzó como contertulio en el nuevo proyecto de Josep Pedrerol en Atresmedia, El chiringuito de jugones.
Poco después de un mes, el 10 de febrero de 2014, se da a conocer su marcha al otro gran grupo privado de televisión del país, Mediaset España, participando en las tertulias del programa deportivo de medianoche rival del de Pedrerol, Tiki-Taka en Energy y como colaborador en Deportes Cuatro.
Uno de los motivos del fichaje de Siro por el grupo de Fuencarral, fue la posibilidad de ser el narrador principal de los partidos de España en la Copa del Mundo 2014 que la selección disputaba como anfitriona, y en el Eurobasket 2015. Narró estos dos campeonatos junto al especialista en baloncesto internacional Antoni Daimiel y el exjugador José Miguel Antúnez.
Entre el 6 de octubre de 2014 y el 9 de febrero de 2015, presentó junto a Danae Boronat, la tertulia deportiva de medianoche La goleada del canal 13TV, compitiendo en la medianoche deportiva de la TDT de domingo a jueves, con sus excompañeros de El chiringuito de jugones, dirigido por Pedrerol. 13TV canceló el programa a mitad de temporada, debido a los bajos índices de audiencia que llevaba registrando.

### Twitch y YouTube
Colaboraba, junto con Juanma Iturriaga, Antoni Daimiel y Pablo Lolaso, en el programa de YouTube y Twitch Colgados del Aro by Endesa, un programa de humor, información y variedades bañado con la Liga Endesa, Euroliga y demás eventos del mundo del baloncesto. Por el programa han pasado numerosos personalidades como Pau y Marc Gasol, Andreu Buenafuente, Ibai, José Manuel Calderón, entre otras. 
Tras entablar amistad con Ibai gracias a Colgados del Aro, Siro y Pablo Lolaso se propusieron crear sendos canales de Twitch. En un programa en directo de Colgados del Aro Siro se creó el canal de Twitch y viendo el gran apoyo y animado por su hijo se animó a transmitir. Ha participado en programas como Out of the Box, de Outconsumer para Esportmaniacos; con Ibai ha colaborado en el Especial por la Palma, en el especial del cierre del mercado de fichajes de 2021, en El Pádel de las Estrellas, en la retransmisión de la gala del Balón de Oro; entre otras. También dirige un programa de entrevistas, Gracias por venir. 